# Paul Bird (Bischof)

Wappen von Paul Bernard Bird

Paul Bernard Bird CSsR (* 17. Juli 1949 in Newcastle) ist ein australischer Geistlicher und Bischof von Ballarat.

## Leben
Paul Bernard Bird trat der Ordensgemeinschaft der Redemptoristen bei, legte die Profess am 11. Februar 1968 ab und wurde vom Bischof von Maitland, John Thomas Toohey am 17. Mai 1975 zum Priester geweiht. 
Papst Benedikt XVI. ernannte ihn am 1. August 2012 zum Bischof von Ballarat. Die Bischofsweihe spendete ihm der Erzbischof von Melbourne, Denis Hart, am 16. Oktober desselben Jahres; Mitkonsekratoren waren Peter Joseph Connors, Altbischof von Ballarat, und Leslie Rogers Tomlinson, Bischof von Sandhurst.